# Arsenohauchecornita
L'arsenohauchecornita és un mineral de la classe dels sulfurs. Rep el seu nom per ser l'arsenat anàleg de la hauchecornita, mineral que dona nom al grup al qual pertany.

## Característiques
L'arsenohauchecornita és un sulfur d'arsènic, bismut i níquel, de fórmula química Ni18Bi₃AsS16. Cristal·litza en el sistema tetragonal fromant cristalls tabulars de fins a 2 centímetres. També s'hi pot trobar formant masses irregulars. La seva duresa a l'escala de Mohs és 5,5.
Segons la classificació de Nickel-Strunz, l'arsenohauchecornita pertany a «02.B - Sulfurs metàl·lics, M:S > 1:1 (principalment 2:1), amb Ni» juntament amb els següents minerals: horomanita, samaniïta, heazlewoodita, oregonita, vozhminita, bismutohauchecornita, hauchecornita, telurohauchecornita, tučekita, argentopentlandita, cobaltopentlandita, geffroyita, godlevskita, kharaelakhita, manganoshadlunita, pentlandita, shadlunita i sugakiïta.

## Formació i jaciments
Es troba en filons hidrotermals de sulfur de Ni-Co-Cu. Sol trobar-se associada a altres minerals com: calcopirita, pirrotina, gersdorffita, pirita, or natiu, nickelina, galena, coure natiu, sperrylita, michenerita o froodita. Va ser trobada per primera vegada l'any 1980 a la mina Vermilion, Denison, al Districte de Sudbury (Ontario, Canadà), la seva localitat tipus. També a Ontario se n'ha trobat a la mina Copperfields, al districte de Nipissing. Fora del continent americà, també trobem arsenohauchecornita a Masuda (illa de Honshu, Japó) i a Kamsdorf (Turíngia, Alemanya).